# Belmont, Massachusetts
Belmont är en ort i Middlesex County i delstaten Massachusetts, USA.